# アスコット (企業)
株式会社アスコットは、マンションデベロッパーとして設立され、現在はグローバル・スタンダードのライフスタイルに合わせた不動産サービスの提供を目指している総合不動産サービスプロバイダーである。大東建託の子会社。

## 概要
100％出資子会社に株式会社アスコット・アセット・コンサルティングと株式会社シフトライフを持つ。
東京都内を中心としたマンションやオフィスの不動産開発事業の他、地方主要都市を含めたエリアでの物流施設の開発、海外機関投資家とのジョイントベンチャーによるファンドの組成、外国人投資家を対象にした国際事業などを手掛けている。また、九州エリアにおいては子会社のシフトライフを介して、主に郊外エリアでの分譲マンション開発を手掛けている。

## 沿革
- 1999年4月 - 株式会社アスコット設立。
- 2008年8月5日 - ジャスダック上場。
- 2009年9月 - 第三者割当増資により、澤田ホールディングスの関連会社となる。
- 2010年1月 - 株主割当増資により、澤田ホールディングスの連結子会社となる。
- 2016年5月 - 澤田ホールディングスの一部株式譲渡により、中国平安保険傘下の平安ジャパン・インベストメント1号投資事業有限責任組合が筆頭株主となる。
- 2017年4月 - 第三者割当増資により、中国平安保険傘下の森燁有限公司の子会社となる。
- 2020年12月 - SBIホールディングス及び森燁有限公司を引受先とする第三者割当増資を行うとともに、THEグローバル社の第三者割当増資を引き受け同社を連結子会社とする。
- 2021年
  - 7月 - 不動産ファンド事業本部・不動産投資事業本部・国際事業本部の3つの新事業本部を立ち上げる。
  - 10月 - ASTILE 新宿Ⅰ・Ⅱ等3プロジェクトで2021年度グッドデザイン賞を受賞する。
- 2022年
  - 9月 - 株式会社THEグローバル社の株式の全てをSBIホールディングスに譲渡する。
  - 10月 - OZIO桜新町等２物件、7年連続、通算16物件目のグッドデザイン賞を受賞する。
- 2025年
  - 3月18日 - 大東建託による株式公開買付けが成立[4]。
  - 4月25日 - 東京証券取引所スタンダード市場上場廃止[1]。
  - 4月30日 - 株式売渡請求により大東建託の完全子会社となる。

## ブランド名
- ASCOT PARK（アスコットパーク） - 分譲マンション（中高層）
- KOHAKU（コハク） - 分譲マンション（小規模）
- FARE（ファーレ） - 賃貸マンション（小規模）
- ASTILE（アスティーレ） - 賃貸マンション（小～中規模）
- OZIO（オジオ） - 賃貸マンション（中高層）
- AUSPICE（オースピス）- オフィスビル
- Ascot Prime Logistics（アスコットプライムロジスティクス） - 物流施設（ラストワンマイル）

## 受賞
- 2007年　賃貸マンション「STYIM」マンション単体としては初のグッドデザイン賞金賞受賞
- 2007年　「アスコットシンボルマーク」「ポイントセミオーダーシステム」グッドデザイン賞受賞
- 2008年  賃貸マンション「STYIM」International Architecture Awards2008（国際建築賞）受賞
- 2009年　オフィスビル「AUSPICE水道橋」グッドデザイン賞受賞
- 2010年　商業ビル「DAIMYO BEAUTY COMPLEX」グッドデザイン賞受賞
- 2014年　分譲マンション「アスコットパーク日本橋人形町アトリエ」グッドデザイン賞受賞
- 2016年　賃貸マンション「FARE祐天寺」グッドデザイン賞受賞
- 2017年　賃貸マンション「FARE代々木上原」グッドデザイン賞受賞
- 2018年　賃貸マンション「FARE下北沢Ⅱ・Ⅲ」グッドデザイン賞受賞
- 2019年　賃貸マンション「FAREウエハラノイエEAST・WEST」「FAREウエハラコマチ」グッドデザイン賞受賞
- 2020年　賃貸マンション「FAREウエハラノイエEAST・WEST」日本建築学会作品選集
- 2020年　賃貸マンション「FARE経堂Ⅰ・Ⅱ」「FARE三軒茶屋Ⅰ・Ⅱ」グッドデザイン賞受賞
- 2021年　賃貸マンション「TIPETTO目黒不動前」「ASTILE三軒茶屋Ⅰ」「ASTILE新宿Ⅰ・Ⅱ」グッドデザイン賞受賞
- 2022年　賃貸マンション「OZIO桜新町」「ASTILE麻布十番」グッドデザイン賞受賞

## 主要取引銀行
- 三井住友銀行
- 三菱UFJ銀行
- みずほ銀行
- 関西みらい銀行
- 商工組合中央金庫
- 西武信用金庫
- 東日本銀行
- きらぼし銀行
- りそな銀行

（順不同）